# The Bird, the Girl and the Donkey II
The Bird, the Girl and the Donkey II ist ein Jazzalbum des Dom Minasi Septetts. Die am 11. Juni 2011 live in New York City entstandenen Aufnahmen erschienen 2012 auf Unseen Rain Records.

## Hintergrund
Das Nachfolgealbum von Dom Minasis Aufnahme aus dem Jahr 2002, The Bird, the Girl and the Donkey, ist eine Live-Aufnahme des nun 55-minütigen Stücks, sie bezieht sich immer noch auf eine Geschichte über ein Mädchen, das eine schwere Last Noten trägt. Mit dem 2012 erschienenen Album The Bird, the Girl and the Donkey II setzte Minasi die Arbeit mit dieser Gruppe fort, nun zum Septett ergänzt: Dom Minasi (Gitarre) spielte mit Blaise Siwula (Altsaxophon), Ras Moshe (Tenorsaxophon und Flöte), Remi Alvarez (Tenorsaxophon und Flöte), Matt Lavelle (Trompete und Flügelhorn), Albey Balgochian (Kontrabass) und Jay Rosen (Schlagzeug).

## Titelliste
- Dom Minasi Septet: The Bird, the Girl and the Donkey II (Unseen Rain Records foUR-7995)

1. The Bird, the Girl and the Donkey II

## Rezeption
Minasi habe auf dem zweiten Album die gleiche Einstellung beibehalten: intensives, muskulöses und feuriges Spiel von der ersten bis zur letzten Sekunde, aber mit abwechslungsreicher Dynamik und mehr Kraft, schrieb Eyal Hareuveni in All About Jazz. Die Hinzufügung des Trompeters Matt Lavelle und des Tenorsaxophonisten Remi Alvarez zu den bestehenden Saxophonisten Blaise Siwula und Ras Moshe schaffe eine dichte, stürmische Klangvorderseite. Der maßgebliche und einfallsreiche Lavelle leitet die Hauptabschnitte dieses ausgedehnten Stücks ein und markiere seine Höhepunkte. Sein wildes, körperliches Spiel stehe im Kontrast zur Verspieltheit des Saxophonchors und den Soli aller vier Saxophonisten. Minasis metallische Linien, Balgochians dichtes Bogenspiel und Rosens rollendes Schlagzeug würden die Klanghülle vorantreiben und sie mit einem kompromisslosen, treibenden Puls verstärken. Das kraftvolle kollektive Spiel dieses Sextetts erinnere an die rohe Kraft von Peter Brötzmanns Chicago Tentet, während die elegante Dynamik der vier Saxophonisten an das World Saxophone Quartet denken lasse. Dies sei ein beeindruckendes Dokument kraftvollen und einfallsreichen Free Jazz.
Minasis Septett habe einen wunderbaren „Frei-gegen-Alles-Ansatz“ mit solistischer Kraft, rhythmischem Schub, Ascension-ähnlichen Höhepunkten und einem großartigen Sound, lobte Grego Applegate Edwards. Es sei Musik voller Hitze, die viel enthalte, um den Adrenalinspiegel der Hörer in die Höhe zu treiben. Es sei New Yorker Avantgarde vom Feinsten.